# Adamâncio (gramático)
Adamâncio (em latim: Adamantius) foi um gramático bizantino que provavelmente esteve ativo em Sárdis no final do século V. Era pai de Martírio e foi coautor com ele de um extenso estudo intitulado Adamantii sive Martyrii de B muta et V vocali. A obra não sobreviveu e sua existência é atestada através de sua menção na obra de Cassiodoro, que confundiu-o com seu filho e nomeou-o "Adamâncio Martírio". Cassiodoro também preservou o nome de outras três obras desse autor: Adamantium Martyrium de v et b, eiusdem de primis mediis atque ultimis syllabis e ciusdem de b littera trifariam in nomine posita.